# The Firm (album)
The Firm je debutové studiové album anglické "superskupiny" The Firm vydané v březnu 1985.
The Firm je debutové studiové album skupiny stejného jména. Vyšlo 11. února 1985 na značce Atlantic recors. Bylo natočeno a mixováno ve studiu The Sol, Cookham, Berkshire, Anglie. Komerčního úspěchu se dočkal singl "Radioactive". Album se umístilo nejvýše na 17 příčce amerického žebříčku Billboard Pop Albums a na 19 příčce britského žebříčku.

## Seznam skladeb
1. "Closer" (Jimmy Page/Paul Rodgers) – 2:52
2. "Make or Break" (Paul Rodgers) – 4:21
3. "Someone to Love" (Jimmy Page/Paul Rodgers) – 4:55
4. "Together" (Jimmy Page/Paul Rodgers) – 3:54
5. "Radioactive" (Paul Rodgers) – 2:49
6. "You've Lost That Lovin' Feeling" (Barry Mann/Cynthia Weil/Phil Spector) – 4:33
7. "Money Can't Buy" (Paul Rodgers) – 3:35
8. "Satisfaction Guaranteed" (Jimmy Page/Paul Rodgers) – 4:07
9. "Midnight Moonlight" (Jimmy Page/Paul Rodgers) – 9:13

## Obsazení
- Jimmy Page: akustická a elektrická televize, produkce
- Paul Rodgers: zpěv, akustická kytara, elektrická kytara, produkce
- Tony Franklin: baskytara, klávesy, syntezátor
- Chris Slade: bicí, perkuse, doprovodné vokály
- Steve Dawson: trubka (skladba 1)
- Paul "Shilts" Weimar: saxofon (skladba 1)
- Willie Garnett: saxofon (skladba 1)
- Don Weller: saxofon (skladba 1)
- Sam Brown: doprovodné vokály (skladby 6 & 9)
- Helen Chappelle: doprovodné vokály (skladby 6 & 9)
- Joy Yates: doprovodné vokály (skladby 6 & 9)
- Stuart Epps: technik
- Steve Privett: tape operator
- Gordon Vicary: Mastering
- Steve Maher: návrh obalu

## Singly k albu
- Radioactive/Together (únor 1985)  #28
  1. Radioactive (Paul Rodgers) – 2:49
  2. Together (Jimmy Page/Paul Rodgers) – 3:54
- Radioactive (special extended remix)/City Sirens (live)/Live in Peace (live) (únor 1985)
  1. Radioactive (special extended remix) (Paul Rodgers) – 5:52
  2. City Sirens (live) (Jimmy Page/Gordon Edwards) – 4:27
  3. Live In Peace (live) (Paul Rodgers) – 5:10
- Radioactive (special extended remix)/Together/City Sirens (live)/Live in Peace (live) (únor 1985)
- Radioactive (special extended remix)/Radioactive (LP version) (únor 1985)
- Radioactive/All The King's Horses (1985, pouze )
- Satisfaction Guaranteed/Closer (duben 1985)  #73